# León y Pompeo Leoni
León y Pompeo Leoni fueron dos destacados escultores italianos.
Pompeo era el hijo de León, con el que colaboró al servicio de la familia real española. De familia originaria de Arezzo, se estableció en Milán y en 1556 se trasladó a España para dedicarse a los encargos de la corte española, en la que permaneció hasta su fallecimiento. León y Pompeo trabajaron en su principal encargo, el grupo escultórico de estatuas orantes de Carlos I y su familia para la Iglesia del Monasterio de San Lorenzo de El Escorial.

## León Leoni
Leone Leoni (1509 — 22 de julio de 1590) fue un escultor italiano de talla internacional que viajó por Italia, Alemania, Austria, Francia, los Países Bajos españoles y España. Leoni es recordado como el mejor medallista del Cinquecento.
 Cimentó su reputación a través de encargos que recibió de los monarcas de la dinastía de los Habsburgo, Carlos V de Alemania (Carlos V y el Furor actualmente en una cúpula de acceso del Museo del Prado) y Felipe II de España. Su medio habitual fue el bronce, aunque también trabajó el mármol, alabastro, gemas preciosas talladas, y probablemente dejó algunos trabajos acabados en cera (material en que fueron modeladas muchas de sus esculturas), así como el diseño de monedas. Principalmente produjo retratos, y fue repetidamente empleado por los Habsburgo de España y Austria.

## Pompeo Leoni
Pompeo Leoni (Milán; aprox. 1533 - Madrid; 10 de octubre de 1608); escultor italiano renacentista.
Pompeo era el hijo del también escultor Leone Leoni, con el que colaboró al servicio de la familia real española. De familia originaria de Arezzo, se estableció en Milán y en 1556 se trasladó a España para dedicarse a los encargos de la corte española, en la que permaneció hasta su fallecimiento.
Con su padre trabajó en su principal encargo, el grupo escultórico de estatuas orantes de Carlos I y su familia para la Iglesia del Monasterio de San Lorenzo de El Escorial, continuando con su estilo después de su muerte. Entre los asistentes de Pompeo se encuentra Adriaen de Vries, que trabajó principalmente desde Milán.
De gran influencia en la escultura española de la época, fue maestro de su hijo Miguel Ángel y de otros escultores y orfebres como Juan de Arfe, Millán Vimercado, Baltasar Mariano, Antonio de Morales y Martín Pardo, los cuales colaboraron en los panteones imperiales del Monasterio de El Escorial. Escultor Manierista, su obra anuncia la llegada del Barroco.